# Despina Vandi

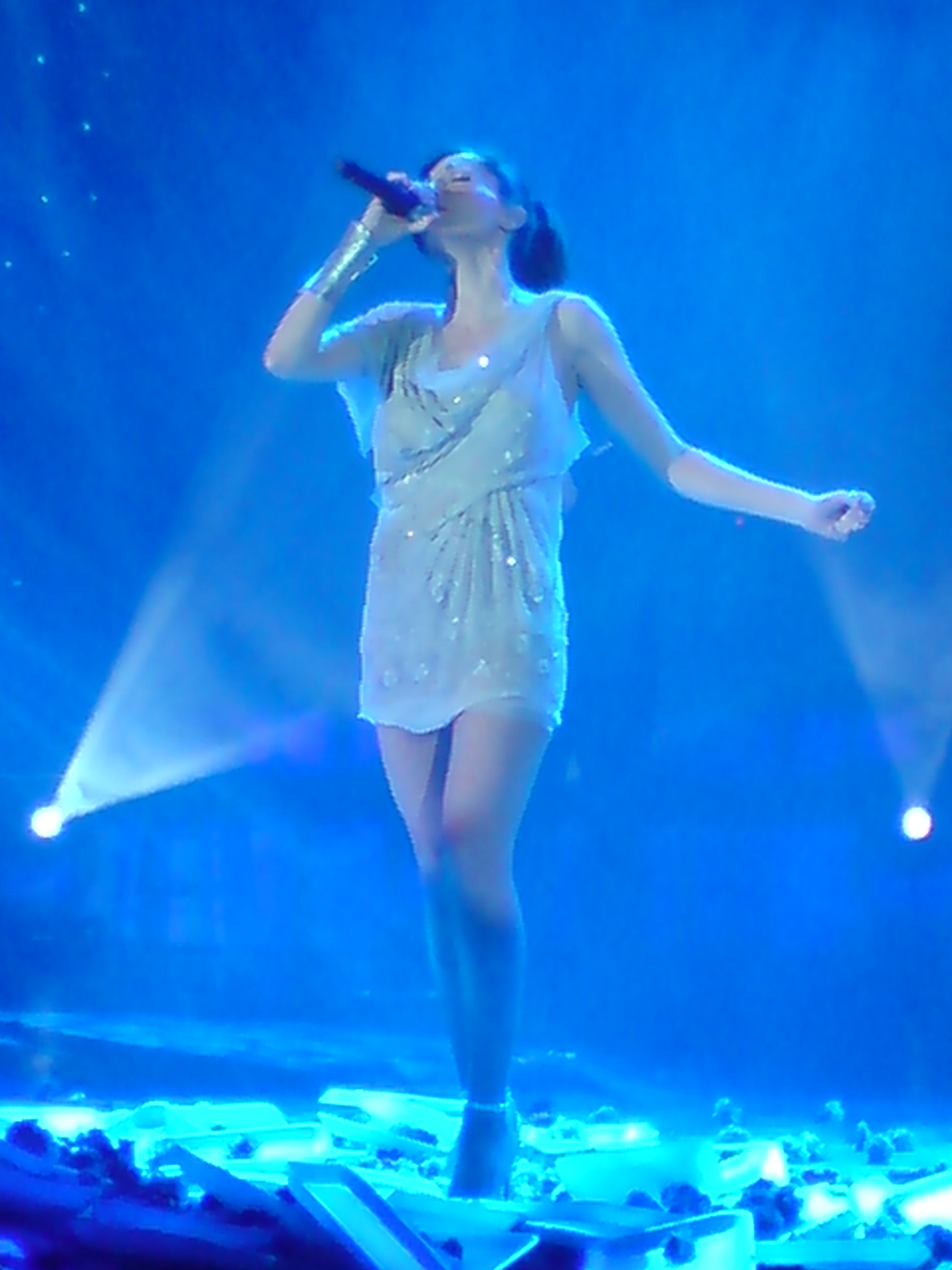
Vandi (2007)

Despina Vandi (griechisch Δέσποινα Βανδή, eigentlich Despina Malea (Δέσποινα Μαλέα), * 22. Juli 1969 in Tübingen) ist eine griechische Sängerin, die allein in Griechenland über eine Million Tonträger verkauft hat.

## Leben
Vandi wurde in Deutschland geboren und zog im Alter von sechs Jahren zusammen mit ihrer Familie in die nordgriechische Heimatstadt Kavala zurück.
Nach bestandenem Abitur studierte sie zunächst an der Philosophischen Fakultät (Institut für Philosophie, Pädagogik und Psychologie) der Universität von Thessaloniki. Ihre ersten Bühnenauftritte absolvierte sie noch während ihrer Studienzeit in Thessaloniki. Später, nach dem Hochschulabschluss, zog sie nach Athen, um ihrer Künstlerkarriere besser nachzugehen. Sie ist mit dem ehemaligen griechischen Fußballspieler und ehemaligen Präsidenten vom AEK Athen, Demis Nikolaidis, verheiratet. Gemeinsam haben sie eine Tochter (* 8. Februar 2004) und einen Sohn (* 21. August 2007).

## Karriere
Nachdem Vandi Gesangsunterricht genommen hatte, begann ihre Musikkarriere 1994. In diesem Jahr wurde ihr Debüt-Album Gela Mou veröffentlicht.
1996 kam das zweite Album Esena Perimeno heraus, welches von ihrem damaligen Lebensgefährten Tony Kontaxakis produziert wurde.
Im Jahr 1997 gelang ihr der große Durchbruch. Mit ihrem dritten Album Deka Entoles, welches von dem Produzenten Phoebus produziert und komponiert wurde, erreichte sie Platin. 2000 brachte sie die Sechsfach-Platin-Single Ypofero heraus.
Das vierte Album Gia (2001), diesmal in Zusammenarbeit mit Mark Kay & Phoebus, wurde wieder ein Riesenerfolg für Vandi. Es erreichte elf Tage nach Erscheinen Platinstatus. Selbst im Libanon und der Türkei wurde das Doppel-Album zum Dauerbrenner.
Im Jahr 2002 wurde für sie das internationale Jahr: Sie wurde mit dem World Music Award, als beste griechische Sängerin, die sowohl in Griechenland lebt als auch arbeitet, ausgezeichnet.

### Internationale Erfolge
Den internationalen Durchbruch schaffte sie 2003 mit der Single Gia. Die Folge-Singles Opa Opa und Come Along Now wurden auch europaweit zum Erfolg.
Heutzutage ist Vandi weiterhin sehr erfolgreich im griechischsprachigen und nahöstlichen Raum und Ländern wie Rumänien, Bulgarien, Ungarn und der Ukraine.
Einige ihrer Hits wurden auch von bekannten türkischen Sängern wie Mustafa Sandal, Ziynet Sali oder Yaşar erfolgreich gecovert.
Nebenbei wirkte sie im Jahre 2008 auch als musikalischer Gast auf dem Schiller-Album Sehnsucht mit und steuerte den Gesangspart für das Lied Destiny bei. Zwei Jahre später entstand die zweite Kollaboration mit dem Song Sunday.

## Diskografie

### Alben
- 1994: Gela Mou
- 1996: Esena Perimeno
- 1997: Deka Entoles
- 1999: Profities
- 2001: Gia
- 2004: Stin Avli Tou Paradisou
- 2007: 10 Hronia Mazi
- 2010: C'est La Vie
- 2012: Allaxa
- 2014: De Me Stamatises
- 2016: Afti Einai I Diafora Mas
- 2019: To Diko Mou Cinema

### Wiederveröffentlichungen
- 2002: Gia + Ante Gia – Collector's Edition
- 2005: Stin Avli Tou Paradeisou – Special Edition
- 2008: 10 Hronia Mazi – It's Destiny

### Live-Alben
- 2003: Live
- 2021: Duets Live (mit Anna Vissi)

### Kompilationen
- 2009: Greatest Hits: 2001–2009

### EPs
- 2006: Kalanta
- 2022: Ola Ksanarhizoune M' Emena (mit Giorgos Theofanous)

### Singles (Auswahl)
- 1997: Tis Kardias Mou Giatria
- 1999: Spania
- 1999: A Pa Pa
- 1999: To Koritsaki Sou
- 1999: Sta 'Dosa Ola
- 2000: Ypofero
- 2001: Anaveis Foties
- 2001: Thelo Na Se Do
- 2001: Deste Mou Ta Matia
- 2001: Ah Kardoula Mou
- 2003: Gia
- 2004: Come Along Now
- 2004: Opa Opa
- 2004: Na Ti Xerese
- 2008: Destiny (mit Schiller)
- 2010: Sunday (mit Schiller)
- 2012: Girismata
- 2020: Ena Tsigaro Diadromi (mit Giorgos Theofanous)
- 2023: Ya Habibi (mit Kings)
- 2023: S' Agapao Kai Den Pao Kala
- 2024: Panselinos (mit Mente Fuerte & Teo Tzimas)